# Японский профессиональный бейсбол
Японский профессиональный бейсбол (NPB) (яп. 日本野球機構 Nippon Yakyū Kikō) — лига самого высокого уровня бейсбола в Японии. Местные его часто называют Puro Yakyū (яп. プロ野球), что означает Профессиональный бейсбол. За пределами Японии его часто называют Японский бейсбол.
Формирование лиги и развитие этого вида спорта началось с момента создания бейсбольного клуба «Greater Japan Tokyo» (яп. 大日本東京野球倶楽部 Dai-Nippon Tōkyō Yakyū Kurabu) в Токио, который был основан в 1934 году. Через два года в стране появилась Японская бейсбольная лига (JBL), которая продолжала играть даже в последние годы Второй мировой войны. Организация, которая сегодня называется NPB, была сформирована в ходе реорганизации JBL в 1950 году. Были созданы две лиги (Центральная и Тихоокеанская) с шестью командами в каждой с ежегодной серией плей-офф чемпионата Японской серии, которой заканчивается сезон.
NPB также контролирует Западную лигу и Восточную лигу, дочерние и малые лиги NPB.
Начиная с первой Японской серии сезонов в 1950 году, команда «Йомимури Джайнтс» выиграла больше всего чемпионатов (22) и имела больше игр (37), чем остальные команды. В начале сезона 2024 года команда «Хансин Тайгерс», победившая команду «Буффалоес Орикс» со счётом 4-3 в Японской серии сезонов 2023 года, является действующим чемпионом. По состоянию на 2023 год, Японская серия сезонов проходила 74 раза, причём Тихоокеанская лига и Центральная лига выиграли по 37 раз.